# Vaparala
Vaparala é uma vila no distrito de Cuddapah, no estado indiano de Andhra Pradesh.

## Demografia
Segundo o censo de 2001, Vaparala tinha uma população de 6602 habitantes. Os indivíduos do sexo masculino constituem 49% da população e os do sexo feminino 51%. Vaparala tem uma taxa de literacia de 59%, inferior à média nacional de 59,5%: a literacia no sexo masculino é de 74% e no sexo feminino é de 44%. Em Vaparala, 10% da população está abaixo dos 6 anos de idade.